# Kyle Rademeyer
Kyle Rademeyer (né le 29 janvier 2002 à Paarl), est un athlète sud-africain, spécialiste du saut à la perche. 

## Biographie
Il décroche la 3e place des championnats du monde juniors 2021 se déroulant à Nairobi. 
En 2023, sous les couleurs de l'université du Sud de l'Alabama, il remporte le concours du saut à la perche des championnats NCAA d'athlétisme en franchissant 5,70 m.
Il est sacré champion d'Afrique du saut à la perche en 2024 à Douala

## Palmarès
| Date | Compétition                   | Lieu    | Résultat | Marque |
| ---- | ----------------------------- | ------- | -------- | ------ |
| 2021 | Championnats du monde juniors | Nairobi | 3e       | 5,30 m |
| 2024 | Championnats d'Afrique        | Accra   | 1er      | 5,20 m |

| Date | Compétition                | Lieu        | Résultat | Marque |
| ---- | -------------------------- | ----------- | -------- | ------ |
| 2023 | Championnats NCAA en salle | Albuquerque | 3e       | 5,71 m |
| 2023 | Championnats NCAA          | Austin      | 1er      | 5,70 m |

## Records
| Épreuve          | Épreuve   | Marque | Lieu        | Date         |
| ---------------- | --------- | ------ | ----------- | ------------ |
| Saut à la perche | Plein air | 5,70 m | Austin      | 7 juin 2023  |
| Saut à la perche | Salle     | 5,71 m | Albuquerque | 10 mars 2023 |